# 真鍋昌弘
真鍋 昌弘（まなべ まさひろ、1938年(昭和13年)9月15日 - ）は、日本の国文学者。文学博士（國學院大学・論文博士・1984年）。奈良教育大学名誉教授。

## 略歴
大阪府大阪市生まれ。1961年奈良学芸大学（現奈良教育大学）教育学部中学校教員養成課程卒、1964年立命館大学大学院文学研究科日本文学修士課程修了。
奈良教育大学助教授、教授、1984年「中世近世歌謡の研究」で國學院大学より文学博士の学位を取得、第1回志田延義賞受賞。2004年定年退官、名誉教授、関西外国語大学教授。2009年退職。日本歌謡学会会長。専攻は日本歌謡史。

## 著書
- 『田植草紙歌謡全考注』桜楓社、1974
- 『中世近世歌謡の研究』桜楓社、1982
- 『わらべうた』桜楓社、1989
- 『日本歌謡の研究 『閑吟集』以後』桜楓社、1992
- 『中世の歌謡 『閑吟集』の世界』翰林書房、1999
- 『中世歌謡評釈閑吟集開花』和泉書院、2013

### 共編著
- 『日本庶民文化史料集成　歌謡』浅野建二、北川忠彦共責任編集、三一書房、1973
- 『歌謡と物語』宮岡薫共編、双文社出版、1974
- 『わらべうた』吾郷寅之進共著、桜楓社、1976
- 『日本庶民生活史料集成 第24巻 民謡・童謡』編、三一書房、1979
- 『日本の歌謡』宮岡薫、永池健二、小野恭雄共編、双文社出版、1995
- 『講座日本の伝承文学 韻文文学「歌」の世界』上岡勇司、真下厚共編、三弥井書店、1995
- 『歌謡雅と俗の世界』編、和泉書院、1998
- 『講座日本の伝承文学 口頭伝承「トナエ・ウタ・コトワザ」の世界』福田晃、常光徹共編、三弥井書店、2003

### 校注
- 『新日本古典文学大系 梁塵秘抄 閑吟集 狂言歌謡』小林芳規、土井洋一、橋本朝生、武石彰夫共校注、岩波書店、1993
  - 『閑吟集』校注 岩波文庫、2023
- 『新日本古典文学大系 田植草紙 山家鳥虫歌 鄙廼一曲 琉歌百控』校注、岩波書店、1997